# Buschwiller
 Buschwiller  (en alsacià Büschwíller) és un municipi francès, situat a la regió del Gran Est, al departament de l'Alt Rin. L'any 2007 tenia 950 habitants.

## Demografia
| 1962 | 1968 | 1975 | 1982 | 1990 | 1999 |
| ---- | ---- | ---- | ---- | ---- | ---- |
| 659  | 607  | 762  | 759  | 767  | 883  |

## Administració
| Període   | Identitat        | Partit |
| --------- | ---------------- | ------ |
| 2001-2008 | Alain Schweitzer | PS     |
| 2008-     | Christèle Willer | DVD    |